# Evžen Korec
Evžen Korec (* 16. září 1956) je český podnikatel, generální ředitel, předseda představenstva a majitel developerské společnosti Ekospol, majitel a ředitel Zoologické zahrady Tábor a také předseda Cane Corso klubu ČR. Je spoluautorem 11 patentů a více než 20 odborných publikací. Dále je spoluautorem několika knih.

## Vzdělání a vědecká kariéra
Vystudoval Přírodovědeckou fakultu Univerzity Karlovy v Praze, studijní obor Molekulární biologie a genetika (1976–1981).[zdroj?] V letech 1983–1986 pracoval jako vědecký aspirant v Československé akademii věd, kde získal vědeckou hodnost CSc. v oboru onkologie s disertační prací Exprese a detekce virových proteinů nádorových virů.
Od roku 1986 pobýval Korec na univerzitách v západní Evropě, zejména pak na univerzitách v Göttingenu, Londýně a Paříži.[zdroj?] Je spoluautorem 11 patentů v oblasti molekulární biologie a genetiky a je spoluautorem více než dvaceti vědeckých publikací.[zdroj?]

## Podnikatelská kariéra
V roce 1992, po svém návratu ze zahraničí, založil developerskou společnost Ekospol a je jejím generálním ředitelem a předsedou představenstva. V roce 2013 byl oceněn cenou Manažer odvětví v segmentu výstavby nemovitostí, pronájmu a developmentu. Časopis Forbes ho k roku 2021 řadil na 76. místo v seznamu nejbohatších Čechů s majetkem 4,3 mld. Kč.

## Ochrana zvířat
V roce 2015 od insolvenčního správce odkoupil zoologickou zahradu v Táboře. Pro veřejnost ji znovuotevřel v červnu 2015. Je majitelem chovatelské stanice Korec Corso a v listopadu roku 2018 se stal předsedou Českomoravského klubu Cane corso.
Mezi kampaně na ochranu zvířat, ke kterým se Korec zapojil patří např. Konec doby klecové. Dále se zapojuje do projektu záchrany biodiverzity společnosti Česká krajina.

## Vědecká činnost
Vede výzkumný tým ZOO Tábor, který se svou činností zaměřuje na genetiku plemene psa Cane corso a rodu Bison. Se svou skupinou popsal průměrný věk Cane corso. V této publikaci byla zároveň poprvé popsána souvislost mezi zbarvením srsti a délkou dožití. Další výzkum se pak věnoval dědičnosti dysplazie kyčelního kloubu a dědičnosti zbarvení srsti. Ve spolupráci s Ústavem molekulární genetiky Akademie věd ČR objevil u dvou psích plemen geny dlouhověkosti. Cílem tohoto výzkumu je prodloužení života psů.
Zkoumal dlouhověkosti zubra evropského a bizona amerického. Se svým výzkumným týmem zjistil u rodu Bison, kam oba zástupci patří, významný rozdíl v mediánu dožití u samců a samic, přičemž samice mají výrazně vyšší medián. Na tyto výsledky navazuje výzkum, který má odhalit genetický základ dlouhověkosti této skupiny živočichů.
V roce 2024 jako první ve střední Evropě nechal naklonovat psa. První část klonování, tedy kultivace buněk, byla prováděna v laboratoři v Anglii, vlastní klonování psa plemene cane corso pak proběhlo ve Spojených státech.

## Soukromý život
Evžen Korec je ženatý a s manželkou Janou má syna Evžena (* 1994).

## Dílo
- KOREC, E. & JANKOVSKÝ, M. Co je v domě, není pro mě!, aneb, Jak investovat do nemovitostí bez rizika a bez starostí. Praha: Ekospol, 2014. 169 s. ISBN 978-80-260-6135-9.
- KOREC, E. & KOVANDA, L. Koupě bytu pod lupou, aneb, Jak úspěšně vybrat, financovat a koupit byt. Praha: Ekospol, 2014. 99 s. ISBN 978-80-260-7247-8.
- KOREC, E. Pozemky ukrývají poklady. Praha: Ekospol, 2015. 88 s. ISBN 978-80-260-8731-1.
- KOREC, E. & SUŠANKA, F. Jak jsem zachránil ZOO v Táboře. Praha: Ekospol, 2016. 111 s. ISBN 978-80-906605-0-2.
- KOREC, E. & SUŠANKA, F. Noční život v ZOO Tábor aneb Jak surikata Máňa poznává své kamarády. Praha: Ekospol, 2019. ISBN 978-80-906605-1-9.
- KOREC, E. Jak prodloužit život vašeho psa. Praha: Ekospol, 2019. ISBN 978-80-906605-2-6.
- KOREC, E. Chov psů – Příručka zodpovědného chovatele. Praha: Ekospol, 2020. 196 s. ISBN 978-80-906605-3-3.
- KOREC, E. Hundezucht und Welpenerziehung: Das große Handbuch für verantwortungsvolle Hundezüchter. 2021. 166 s. ISBN 3969671493.
- KOREC, E. Dog breeding – A handbook for a responsible breeder. London: Europe Books, 2021. 132 s. ISBN 979-12-201-1540-7.
- KOREC, E. Cría del perro – Manual para un criador responsable. ACRIBIA, 2022. 150 s. ISBN 978-84-200-1283-4.
- KOREC, E. Jak chráníme ohrožené druhy. Zoologická zahrada Tábor, 2023. 288 s. ISBN 978-80-908912-0-3.

## Publikační činnost
- KOREC, E., & HLOŽÁNEK, I. Susceptibility of the Minor line of inbred hens to the Rous sarcoma virus infection. Veterinarni Medicina UVTIZ. 1982.
- KOREC, E., & HLOŽÁNEK, I. Analysis of the susceptibility of the Minor inbred chicken strain to Rous sarcoma virus infection. Veterinarni medicina, 27(3), 175-183. 1982.
- KOREC, E., HLOŽÁNEK, I., & BENDA, V. A rapid detection of avian oncovirus group-specific antigens in feather pulp by the enzyme-linked immunosorbent assay. Folia biologica, 30(1), 15-23. 1984.
- KOREC, E., HLOŽÁNEK, I., KORCOVÁ, H., & SIMU̇NEK, J. Amino acid sequence homology between protein products of oncogenes and hormones (v-myc—gastrin and oxytocin, v-sis—secretin). European Journal of Cancer and Clinical Oncology, 21(11), 1395. 1985.
- MACH, O., GRÓFOVÁ, M., KOREC, E., KRCHŇÁK, V., BENDA, V., ČERNÁ, H., & BLAHOVÁ, Š. Antibodies against a synthetic decapeptide, precipitate protein kinase activity. European Journal of Cancer and Clinical Oncology, 21(11), 1399. 1985.
- PLACHÝ, J., KOREC, E., HLOŽÁNEK, I., & ZDĚNKOVÁ, E. Genetic linkage of endogenous viral loci with the B (MHC) and C histocompatibility loci in chickens. Folia biologica, 31(5), 353-356. 1985.
- PLACHÝ, J., KOREC, E., HLOŽÁNEK, I., & ZDĚNKOVÁ, E. Effect of the expression of an endogenous viral gene on the growth of tumours induced by Rous sarcoma virus in chickens. Folia biologica, 31(3), 235-240. 1985.
- GUDKOV, A. V., KOREC, E., CHERNOV, M. V., TIKHONENKO, A. T., OBUKH, I. B., & HLOŽÁNEK, I. Genetic structure of the endogenous proviruses and expression of the gag gene in Brown Leghorn chickens. Folia biologica, 32(1), 65-72. 1986.
- HLOŽÁNEK, I., DOSTÁLOVÁ, V., KOREC, E., ZELENÝ, V., KÖNIG, J., & NĚMECEK, V. Monoclonal antibodies to hepatitis B surface antigen: production and characterization. Folia biologica, 32(3), 167-177. 1986.
- KOREC, E., HLOŽÁNEK, I., MACH, O., STARÁ, J., NĚMECEK, V., & KÖNIG, J. Detection of antibodies to hepatitis B surface antigen (HBsAg) using monoclonal antibody and the avidin-biotin system. Folia biologica, 32(6), 377-383. 1986.
- KOREC, E., HLOŽÁNEK, I., STARÁ, J., & NĚMECEK, V. Anti-idiotype antibody as a prospective vaccine against hepatitis B. Folia biologica, 33(2), 98-103.1987.
- HLOŽÁNEK, I., KOREC, E., DOSTÁLOVÁ, V., STARÁ, J., KÖNIG, J., BICHKO, V. SEICHERTOVÁ A. & GREN, E. J. Monoclonal antibodies against genetically manipulated hepatitis B core antigen. Folia biologica, 33(5), 295-300. 1987.
- KOREC, E., & HLOŽÁNEK, I. Detection of avian leukosis virus group-specific antigens in feather pulp of chickens by Elisa. Folia Veterinaria (Czechoslovakia). 1987.
- KOREC, E., HLOŽÁNEK, I., DOSTÁLOVÁ, V., STARÁ, J., ZELENÝ, V., & KÖNIG, J. Detection of hepatitis B surface antigens using monoclonal antibodies. Ceskoslovenska epidemiologie, mikrobiologie, imunologie, 37(1), 10. 1988.
- KOREC, E., KORCOVÁ, J., KÖNIG, J., & HLOŽÁNEK, I. Detection of antibodies against hepatitis B core antigen using the avidin-biotin system. Journal of virological methods, 24(3), 321-325. 1989.
- KOREC, E., KORCOVÁ, J., & HLOŽÁNEK, I. A suppressive mechanism counteracts the production of anti-idiotype antibody. Folia biologica, 35(5), 347-350. 1989.
- KOREC, E., KORCOVÁ, J., PALKOVÁ, Z., VONDREJS, V., KORINEK, V., REINIŠ, M., BICHKO V.V. & HLOŽÁNEK, I. Expression of hepatitis B virus large envelope protein in Escherichia coli and Saccharomyces cerevisiae. Folia biologica, 35(5), 315-327. 1989.
- KOREC, E., DOSTÁLOVÁ, V., KORCOVÁ, J., MANČAL, P., KÖNIG, J., BORISOVÁ, G. & HLOŽÁNEK, I. Monoclonal antibodies against hepatitis B e antigen: production, characterization, and use for diagnosis. Journal of virological methods, 28(2), 165-169. 1990.
- KOREC, E., & GERLICH, W. H. Expression of large hepatitis B envelope protein mutants using a new expression vector. Archives of virology, 122(3-4), 367-371. 1992.
- KOREC, E., & GERLICH, W. H. HBc and HBe specificity of monoclonal antibodies against complete and truncated HBc proteins from E. coli. In Chronically Evolving Viral Hepatitis (pp. 119-121). Springer, Vienna. 1992.
- POSSEHL, C., REPP, R., HEERMANN, K. H., KOREC, E., UY, A., & GERLICH, W. H. Absence of free core antigen in anti-HBc negative viremic hepatitis B carriers. In Chronically Evolving Viral Hepatitis (pp. 39-41). Springer, Vienna. 1992.
- REINIŠ, M., DAMKOVÁ, M., & KOREC, E. Receptor-mediated transport of oligodeoxynucleotides into hepatic cells. Journal of virological methods, 42(1), 99-105. 1993.
- REINIŠ, M., REINIŠOVÁ, M., KOREC, E., & HLOŽÁNEK, I. Inhibition of hepatitis B virus surface gene expression by antisense oligodeoxynucleotides in a human hepatoma cell line. Folia biologica, 39(5), 262-269. 1993.
- REINIŠ, M., DAMKOVÁ, M., & KOREC, E. Receptor-mediated transport of oligodeoxynucleotides into hepatic cells. Journal of virological methods, 42(1), 99-105. 1993.

- KOREC, E., CHALUPA, O., HANČL, M., KORCOVÁ, J. BYDŽOVSKÁ, M. Longevity of Cane Corso Italiano dog breed and its relationship with hair colour. Open Veterinary Journal 7(2), 170-173, 2017.
- KOREC, E. Longevity of Purebred Dog Breeds. Approaches in Poultry, Dairy & Veterinary Sciences, 1(2), 2017.
- KOREC, E. The Lifespan of Humans and Animals Can Be Significantly Extended. Journal of Scientific and Technical Research. 1(5). 2017.
- KOREC, E., CHALUPA, O., HANČL, M., KORCOVÁ, J. & BYDŽOVSKÁ, M. Segregation Analysis of Canine Hip Dysplasia in Cane Corso Italiano Dogs. Approaches in Poultry, Dairy & Veterinary Sciences 2(3), 2018.
- KOREC, E., HANČL, M., KOTT, O., ŠKORPÍKOVÁ, L., SRBOVÁ, A., CHALUPA, O., GRIEBLOVÁ, A., ŠPLÍCHALOVÁ, P. & KORCOVÁ, J. Genus Bison Has the Biggest Sex-Related Difference in Longevity among Mammals. Approaches in Poultry, Dairy & Veterinary Sciences, 5(4), 2019.
- KOREC, E., HANČL, M., BYDŽOVSKÁ, M., CHALUPA, O., & KORCOVÁ J. Inheritance of coat colour in the cane Corso Italiano dog. BMC genetics, 20(1), 24, 2019.
- KOREC, E.; ELBLOVÁ, P.; KRÁLOVÁ J. The First Confirmed Case of Dental-Skeletal- Retinal-Anomaly (DSRA) in the Cane Corso Italiano Dog Breed in the Czech Republic. Approaches in Poultry, Dairy & Veterinary Sciences [online]. 2022, 8(5) [cit. 2023-02-17]. ISSN 25769162. Dostupné z: DOI: 10.31031/APDV.2022.08.000699
- KOREC, E.; UNGROVÁ, L.; HEJNAR J.; GRIEBLOVÁ, A. Four novel genes associated with longevity found in Cane corso purebred dogs. BMC Veterinary Research. 2022-05-19, roč. 18, čís. 1, s. 188. ISSN 1746-6148. DOI 10.1186/s12917-022-03290-9. PMID 35590325.
- KOREC, E.; UNGROVÁ, L.; HEJNAR, J.; GRIEBLOVÁ, A.; ZELENÁ, K. Three new genes associated with longevity in the European Bison. Veterinary and Animal Science. 2022-09, roč. 17, s. 100266. PMID: 35957660 PMCID: PMC9361326. Dostupné online [cit. 2022-10-03]. ISSN 2451-943X. DOI 10.1016/j.vas.2022.100266. PMID 35957660.
- KOREC, E.; UNGROVÁ, L.; KALVAS, J.; HEJNAR, J. Identification of genes associated with longevity in dogs: 9 candidate genes described in Cavalier King Charles Spaniel. Science Direct. Veterinary and Animal Science. 2025, roč. 27. Dostupné online [cit. 2024-01-06]. ISSN 2451-943X. DOI 10.1016/j.vas.2024.100420.